# オモ川
オモ川（オモがわ、Omo River）は、エチオピアの河川。エチオピア南部のオロミア州西部を水源とし、南部諸民族州を通ってトゥルカナ湖へと注ぐ。全長760km。流域全域がエチオピアに属する。
水源はエチオピア高原の標高2000mの地点にあり、そこから500mのトゥルカナ湖へと注ぐ。標高差が激しいため流れは速く、ココビ滝などいくつもの滝があり、船舶の航行はできない。また流れが速いため大量の土砂を運び、トゥルカナ湖にある河口には広大なデルタを形成している。8月から9月にかけては洪水があり、エチオピア高原の肥沃な土が流域に堆積するため、周辺の諸民族はその上にソルガムやトウモロコシなど穀物の種を蒔き農耕を行う。オモ川にはワビ川やデンチャ川、マゴ川などの支流がある。河岸にはボディ族、カロ族、ニャンガトム族、ハマー族、ダサネッチ族、クエッグ族、ムルシ族など数々の民族が暮らす。
オモ川の下流域からはアウストラロピテクスなど古人類の化石が多く出土しており、学術的に貴重な地域となっている。そのここは、オモ川下流域として1980年に世界遺産に登録された。
オモ川は高低差があり水量も多いことから、水力発電が計画され、南部諸民族州に発電量1870メガワットのギルゲル・ギベ第3ダムが建設中である。このダムによりエチオピアはケニアやスーダンなどに電力を売却し外貨を得ることを計画している。一方で、このダムの建設によって従来の氾濫原での農業が困難になるほか、すでに砂漠化によって水位が低下しつつあるトゥルカナ湖がさらに縮小するとの懸念もある。
2006年には大洪水が起き、456人が溺死し20000人以上の人が8月16日まで5日間避難を余儀なくされた。